# Cratere Datsolalee
Datsolalee  è un cratere sulla superficie di Venere. Deve il suo nome a Dat So La Lee, artista nativa americana del popolo washo. 